# 补数
補数（complement）是对于给定的进位制，相加后能使自然数 a 的位数增加 1 的最小的数。可以在计算电路中，代替减{\displaystyle x}的操作，而仅仅使用加法器元件（加法器）的“加上{\displaystyle x}的补数（无视最高位的进位）”，达到相同的效果。

## 定义
设b 进制表示自然数 a 至少需要 n 位数字，规定
- {\displaystyle b^{n}-a} 是      “b 进制数 a 的关于基数的补数（b 的补数）”
- {\displaystyle b^{n}-a-1} 是“b 进制数 a 的关于减基数的补数（b - 1 的补数，简称减补数、侪补数）”。

例如，十进制自然数 61 关于基数 10 的补数是 {\displaystyle 10^{2}-61=39}。二进制自然数 {\displaystyle 10010_{2}(=18_{10})} 关于基数 2 的补数是 {\displaystyle 2^{5}-18=1110_{2}(=14_{10})}。
由定义可以得出，a 的基数的补数 加上 a，可以得到位数多一位的最小的自然数（{\displaystyle =b^{n}}）。a 的減基数的补数 加上 a ，可以得到位数不增加的最大的自然数（{\displaystyle =b^{n}-1}）。
基数 b 在上下文中明确的时候，“在b 进制中”的描述通常被省略。
但是，在基数不明确的情况下，“{\displaystyle \beta } 的补数”表示的可以是{\displaystyle (\beta +1)} 进制的減基数的补数，也可是 {\displaystyle \beta } 进制的基数的补数，从而产生歧义（这两者的值不一定是相等的）。例如，仅仅说“9的补数”，无法确定指的是“10进制中的减基数的补数”还是“9进制中的基数的补数”。
在英文中，十进制的基数的补数记为 ten's complement，减基数的补数称为 nines' complement。二进制中，基数的补数称为 two's complement，减基数的补数称为 ones' complement。其他进制也有类似的称法。一些人，如高德纳，建议采用撇号区分。这样，four's complement指的是四进制中的基数的补数。而fours' complement指的是五进制中的减基数的补数。但是，这并不是普遍的做法，而且在几乎所有情况下进制是明确的。多数作者写做 one's和nine's complement，一些格式手册建议采用 ones和nines complement，不采用撇号。

## 計算方法
对于N进制的自然数a，从个位开始的各位数字
{\displaystyle a_{0},a_{1},...,a_{r-1},a_{r}}
规定{\displaystyle a_{r}}不能为0。规定{\displaystyle b_{i}}的各位为：
bi = (N + 1) + ai
这时，N进制形如的
{\displaystyle a_{0},a_{1},...,a_{r-1},a_{r}}
数 {\displaystyle b} 即称为“{\displaystyle a} 的关于 {\displaystyle (N+1)} 的补数”。

### 10进制的举例
求十进制数 2304671 的补数。由于 9 = 2 + 7 = 3 + 6 = 0 + 9 = 4 + 5 = 6 + 3 = 7 + 2 = 1 + 8 ，令N=9时，自然数2304671对应的補数为 7695328 。
7695328 + 1 = 7695329 ，因此N=10时，自然数2304671对应的補数是 7695329。

### 2进制的举例
二进制中有 1 + 1 = 0, 1 + 0 = 1，求1的补数只需简单地将0与1相互替换。（位操作中的逻辑非运算）。
求二補數（即补码），只需要将1的补数加1。
- 二进制的 101010110 对应的1的补数是 010101001。
- 2 的补数是 010101001 + 1 = 010101010。